# Stanki (województwo opolskie)
Stanki (nazwa oboczna: Stanki Bobrowskie) – zniesiona kolonia w Polsce położona w województwie opolskim, w powiecie oleskim, w gminie Rudniki, obecnie nieoficjalna kolonia wsi Bobrowa
Należy do sołectwa Bobrowa.
Kilkaset metrów od dawnych Stanek Bobrowskich, a obecnie od Bobrowy, leży wieś Stanki w woj. śląskim.
W latach 1975–1998 miejscowość położona była w województwie częstochowskim.